# Сауз-Комелік
Сауз-Комелік (англ. South Komelik) — переписна місцевість (CDP) в США, в окрузі Піма штату Аризона. Населення — 176 осіб (2020).

## Географія
Сауз-Комелік розташований за координатами 31°42′52″ пн. ш. 111°46′28″ зх. д. / 31.71444° пн. ш. 111.77444° зх. д. (31.714472, -111.774415).  За даними Бюро перепису населення США в 2010 році переписна місцевість мала площу 10,10 км², уся площа — суходіл.

## Демографія
Згідно з переписом 2010 року, у переписній місцевості мешкало 111 особа в 37 домогосподарствах у складі 26 родин. Густота населення становила 11 особа/км².  Було 65 помешкань (6/км²).
Расовий склад населення:
| - 99,1 % — корінних американців |

До двох чи більше рас належало 0,9 %. Частка іспаномовних становила 9,9 % від усіх жителів.
За віковим діапазоном населення розподілялося таким чином: 29,7 % — особи молодші 18 років, 60,4 % — особи у віці 18—64 років, 9,9 % — особи у віці 65 років та старші. Медіана віку мешканця становила 35,5 року. На 100 осіб жіночої статі у переписній місцевості припадало 98,2 чоловіків;  на 100 жінок у віці від 18 років та старших — 95,0 чоловіків також старших 18 років.
За межею бідності перебувало 78,1 % осіб, у тому числі 100,0 % дітей у віці до 18 років та 100,0 % осіб у віці 65 років та старших.
Цивільне працевлаштоване населення становило 8 осіб. Основні галузі зайнятості: публічна адміністрація — 100,0 %.